# ボビー・アデカニェ
- ボビー・アデカニエ

オモボラジ・ハビーブ・"ボビー"・アデカニェ（Omobolaji Habeeb "Bobby" Adekanye, 1999年2月24日 - ）は、ナイジェリア・イバダン出身のオランダ人サッカー選手。ゴー・アヘッド・イーグルス所属。ポジションはFW。

## クラブ経歴

### ユース時代
1999年にナイジェリアのイバダンで生まれ、4歳の時に家族と共にオランダに移住。アヤックス・アカデミーから2011年にFCバルセロナの育成組織ラ・マシアに入所。順調に成長し、「次世代のアリエン・ロッベン」として期待されていた。
2014年にクラブによる未成年者との契約・移籍に関するFIFAの条項違反が発覚。トップチームの2年間の選手獲得禁止や下部組織にも一部選手の公式戦出場禁止などの処分が下され、スペイン国外出身の多くのカンテラーノがバルサを追われることになり、自身は違反の対象外であったが退団を余儀無くされた。
2014年から1年間PSVアイントホーフェンのユースチームで過ごした後、2015年7月にリヴァプールFCのユースチームへの加入が決定。2016年にU-18チームに登録され、2018年にU-23に昇格。トップチーム昇格を目前にしながら、2019年3月にプロ契約を拒否したことが判明した。

### ラツィオ
バルサ再加入が報じられるも、7月2日にSSラツィオと2022年までの契約を締結したことが発表された。2019年9月19日のUEFAヨーロッパリーグのCFRクルジュ戦でプロデビュー。2020年2月2日のS.P.A.L.戦でプロ初ゴールを記録した。2019-20シーズンのラツィオは一時的にユヴェントスFCとの優勝争いに加わっていたものの、COVID-19流行よるリーグ中断明け以降は大失速。結局リーグ4位に終わり、自身はルーキーシーズンでシモーネ・インザーギ監督の下11試合出場1ゴールに終わった。
2020年10月5日、ラ・リーガ昇格組のカディスCFへローン移籍。リーグ戦では途中出場3試合に止まり2021年1月28日にローンを打ち切ると、エールディヴィジ残留を目指すADOデン・ハーグへシーズン終了まで期限付き移籍となりオランダへ復帰した。2022年1月30日、FCクロトーネにシーズン終了まで期限付き移籍となった。

### ゴー・アヘッド・イーグルス
2022年6月21日、ゴー・アヘッド・イーグルスに2年契約で移籍した。

## 代表歴
2015年から各ユース世代のオランダ代表に招集されている。

## 人物
- ラ・マシアに在籍していた当時の同僚として久保建英、李昇祐、白昇浩、イアン・ポベダ、マティアス・ラカバなどが在籍していた。しかし、上述のとおり、バルサの不祥事により2015年以降に多くの外国籍のカンテラーノがラ・マシアを追われることになった。

## タイトル

### クラブ
ラツィオ
- スーペルコッパ・イタリアーナ : 2019